# Eleutherodactylus flavescens
Espèce
Statut de conservation UICN

 NT  : Quasi menacé
Eleutherodactylus flavescens est une espèce d'amphibiens de la famille des Eleutherodactylidae.

## Répartition
Cette espèce est endémique de la République dominicaine. Elle se rencontre du niveau de la mer à 909 m d'altitude dans le tiers Est d'Hispaniola.

## Description
Les femelles mesurent jusqu'à 41 mm.

## Publication originale
- Noble, 1923 : Six new batrachians from the Dominican Republic. American Museum Novitates, no 61, p. 1-6 (texte intégral).